# 738 до н. е.

## Події
Тіглатпаласар III  здійснив похід до Сирії. Він завоював Кархемиш, Самал, Хамат і Табал. Потім ассирійське військо перевалило Ліванські гори, спустошило Фінікію, Палестину і рухаючися вздовж узбережжя Середземного моря досягло Гази, правитель якої втік до Єгипту. 

## Народились
Мідас — напівміфічний цар Фригії.